# 馬頓氏無鬚魮
馬頓氏無鬚魮（Martenstyn's Barb、学名：Puntius martenstyni）是輻鰭魚綱鯉形目鯉科的一個種，被IUCN列為瀕危保育類動物，分布於亞洲斯里蘭卡Amban河流域，體長可達25公分，棲息在無遮蔽，流速較快且具礫石底質的溪流，可做為食用魚。